# Lista de emissoras de televisão de Alagoas
Esta é uma lista de emissoras de televisão do estado brasileiro de Alagoas. São 7 emissoras concessionadas pela ANATEL. Pela lei, uma Retransmissora de Televisão (RTV) fora da Amazônia Legal pode gerar programação local limitada e não pode vender espaços comerciais. As emissoras podem ser classificadas pelo nome, canal virtual, canal digital, cidade de concessão, razão social, afiliação e prefixo.

## Canais abertos
| Nome                 | CV | CD | Concessão           | Razão social                             | Afiliação                                               | Prefixo |
| -------------------- | -- | -- | ------------------- | ---------------------------------------- | ------------------------------------------------------- | ------- |
| Educativa TV         | 3  | 14 | Maceió              | Secretaria do Gabinete Civil             | TV Cultura                                              | ZYA 224 |
| TV Cidadã            | 35 | 35 | Maceió              | Senado Federal                           | .1 TV Senado .3 TV Câmara                               | ZYP 308 |
| TV Farol             | 16 | 17 | Maceió              | Fundação Quilombo                        | Rede Mundial                                            | ZYA 225 |
| TV Gazeta de Alagoas | 7  | 21 | Maceió              | TV Gazeta de Alagoas Ltda.               | TV Globo                                                | ZYA 221 |
| TV Pajuçara          | 11 | 43 | Maceió              | TV Pajuçara Ltda.                        | Record                                                  | ZYA 222 |
| TV Ponta Verde       | 5  | 19 | Maceió              | TV Ponta Verde Ltda.                     | SBT                                                     | ZYA 220 |
| TV Sampaio           | 5  | 27 | Palmeira dos Índios | TV Mídia Publicidade Comercial Ltda.     | TV Brasil                                               | RTV     |
| TV UFAL              | 8  | 40 | Maceió              | Empresa Brasil de Comunicação S.A. - EBC | TV Brasil .2 Canal Gov .3 Canal Educação .4 Canal Saúde | ZYA 226 |

## Canais fechados
- Cada Minuto TV
- TV Assembleia AL
- TV Maceió
- TV Mar